# Radioterapija
Radioterapija je metoda liječenja zloćudnih bolesti (raka) primjenom ionizirajućega zračenja. To zračenje zaustavlja diobu stanice i uzrokuje njezinu smrt, a tumorske su stanice (jer se brže dijele) osjetljivije od stanica zdravoga tkiva. Primjenjuje se doza zračenja koja će uništiti većinu tumorskih stanica i istodobno maksimalno očuvati stanice zdravoga tkiva. Radioterapija se u liječenju zloćudnih bolesti najčešće primjenjuje uz kirurške zahvate i kemoterapiju, a katkad se primjenjuje i u liječenju upalnih i degenerativnih bolesti. Dva su načina primjene radioterapije: 
- teleterapija, kod koje se primjenjuje zračenje iz udaljenih izvora, i
- brahiterapija, kod koje se izvor zračenja postavlja u tjelesne šupljine ili izravno u tumorsko tkivo.

Teleterapijsko zračenje tumora počelo se primjenjivati 1896., odmah nakon otkrića rendgenske cijevi. Suvremena radioterapija počela se razvijati od 1930-ih, primjenom gama-zračenja iz kobaltne bombe, a velik je napredak doživjela 1960-ih primjenom elektronskog i gama-zračenja iz kliničkih linearnih akceleratora čestica. Brahiterapija radijem počela se provoditi početkom 20. stoljeća, a danas se u tu svrhu upotrebljavaju radioaktivni cezij, iridij i jod.

## Radionuklidi
U medicinskoj dijagnostici i liječenju primjenjuje se 10-ak radionuklida, u osnovnom obliku ili u obliku farmakoloških pripravaka (radiofarmaci). Radionuklidi s kratkim vremenom poluraspada nazivaju se otvorenim izvorima zračenja ili otvorenim radionuklidima, a radionuklidi s dugim vremenom poluraspada nazivaju se zatvorenim izvorima zračenja ili zatvorenim radionuklidima. Zatvoreni radionuklidi (na primjer 60Co ili kobalt-60) trajno su spremljeni u zaštitnom olovnom omotaču i koriste se samo za liječenje (kobaltna bomba). Otvoreni radionuklidi prevoze se u posebno zaštićenoj olovnoj ambalaži, a na mjestu primjene raspodjeljuju se u pojedinačne doze i daju bolesnicima sistemski (intravenski) ili lokalno (na primjer intrakavitalno), radi istraživanja, dijagnoze ili liječenja bolesti (nuklearna medicina). 
Dijagnostički i terapijski postupci s radionuklidima i radiofarmacima temelje se na ozračivanju bolesnika. Doza zračenja određuje se prema fizikalnim svojstvima radionuklida (vrijeme poluraspada, energija zračenja), fizikalno-kemijskim i biološkim svojstvima radiofarmaka (kemijska stabilnost, in vivo razdioba i metabolički put u organizmu uz brzinu izlučivanja iz organizma) te količini radioaktivnosti primijenjenoga pripravka. U liječenju se koristi štetni učinak zračenja na živu tvar, pa se tako na mjestu nakupljanja radionuklida uništavaju ciljne stanice. Kod pojačanoga lučenja hormona štitnjače ili raka štitnjače primjenjuje se 131I (jod-131), kod policitemije rubre vere 32P (fosfor-32), kod bolesti kostiju 90Sr (stroncij-90) i drugi. U dijagnostici se zbog štetnosti zračenja upotrebljava najmanja moguća doza radionuklida. Za utvrđivanje funkcije štitnjače, bubrega, pluća i drugog primjenjuje se radionuklid 99mTc ([[tehnecij]]-99m) i njegovi pripravci, za utvrđivanje funkcije miokarda ili srednjeg mišićnog sloja srca  201Tl (talij-201), za obilježavanje glukoze 18F (fluor-18) i drugi. Rukovanje radionuklidima i njihovo izlučivanje iz bolesnikova tijela može uzrokovati kontaminaciju okoliša, pa je u Republici Hrvatskoj 1999. donesen Zakon o zaštiti od ionizirajućega zračenja.

### Radionuklidi nastali ljudskim djelovanjem
Ljudi koriste radioaktivnost oko stotinu godina i kroz to vrijeme neki radionuklidi su nastali ljudskim djelovanjem. Količine takvih nuklida su manje nego količine kozmogeničkih radionuklida. Oni obično imaju kraće vrijeme poluraspada od praiskonskih i kozmogeničkih nuklida. Zabranom testiranja nuklearnog oružja iznad površine zemlje, zabilježen je pad tako nastalih radionuklida. Evo nekih od nuklida koji su nastali ljudskim djelovanjem:
- tricij ili H-3 (vrijeme poluraspada je 12,3 godina): nastao testiranjem oružja i u nuklearnim reaktorima; nastao proizvodnjom nuklearnog oružja;
- jod-131 (vrijeme poluraspada je 8,04 dana): produkt nuklearne fisije u reaktorima i testiranju oružja; medicinsko liječenje bolesti štitne žlijezde;
- jod-129 (vrijeme poluraspada je 1,57 x 107 godina): produkt nuklearne fisije u reaktorima i testiranju oružja;
- cezij-137 (vrijeme poluraspada je 30,17 godina): produkt nuklearne fisije u reaktorima i testiranju oružja;
- stroncij-90 (vrijeme poluraspada je 28,78 godina): produkt nuklearne fisije u reaktorima i testiranju oružja;
- tehnecij-99m (vrijeme poluraspada je 6,03 sati): produkt raspada Mo-99, koristi se u dijagnostičke svrhe (radiologija – nuklearna medicina);
- tehnecij-99 (vrijeme poluraspada je 2,11 x 105 godina): produkt raspada tehnecija-99m
- plutonij-239 (vrijeme poluraspada je 2,41 x 104 godina): nastaje neutronskim bombardiranjem uranija-238 ((U-238 + n--> U-239--> Np-239 +ß--> Pu-239+ß)

### Popis dostupnih radionuklida na tržištu

#### Za dobivanje samo gama zračenja
| Radionuklid  | Radioaktivnost | Vrijeme poluraspada | Energija (KeV)       |
| ------------ | -------------- | ------------------- | -------------------- |
| Barij-133    | 1 μCi          | 10,7 godina         | 81,0, 356,0          |
| Kadmij-109   | 1 μCi          | 453 dana            | 88,0                 |
| Kobalt-57    | 1 μCi          | 270 dana            | 122,1                |
| Kobalt-60    | 1 μCi          | 5,27 godina         | 1173,2, 1332,5       |
| Europij-152  | 1 μCi          | 13,5 godina         | 121,8, 344,3, 1408,0 |
| Mangan-54    | 1 μCi          | 312 dana            | 834,8                |
| Natrij-22    | 1 μCi          | 2,6 godina          | 511,0, 1274,5        |
| Cink-65      | 1 μCi          | 244 dana            | 511,0, 1115,5        |
| Tehnecij-99m | 1 μCi          | 6,01 sati           | 140                  |

#### Za dobivanje samo beta-čestica
| Radionuklid | Radioaktivnost | Vrijeme poluraspada | Energija (KeV)   |
| ----------- | -------------- | ------------------- | ---------------- |
| Stroncij-90 | 0,1 μCi        | 28,5 godina         | 546,0            |
| Talij-204   | 1 μCi          | 3,78 godina         | 763,4            |
| Ugljik-14   | 10 μCi         | 5730 godina         | 49,5 (prosječno) |

#### Za dobivanje samo alfa-čestica
| Radionuklid | Radioaktivnost | Vrijeme poluraspada | Energija (KeV) |
| ----------- | -------------- | ------------------- | -------------- |
| Polonij-210 | 0,1 μCi        | 138 dana            | 5304,5         |

#### Za dobivanje više različitih elementarnih čestica ionizirajućeg zračenja
| Radionuklid | Radioaktivnost | Vrijeme poluraspada | Energija (KeV)     |
| ----------- | -------------- | ------------------- | ------------------ |
| Cezij-137   | 1, 5, 10 μCi   | 30,1 godina         | Gama i beta raspad |